# Abyssaster
Genre
Abyssaster est un genre d'étoiles de mer abyssales de la famille des Porcellanasteridae.

## Liste d'espèces
Selon World Register of Marine Species (21 juin 2020) :
- Abyssaster diadematus (Sladen, 1883)
- Abyssaster planus (Sladen, 1883)
- Abyssaster tara (Wood-Mason & Alcock, 1891)

## Galerie

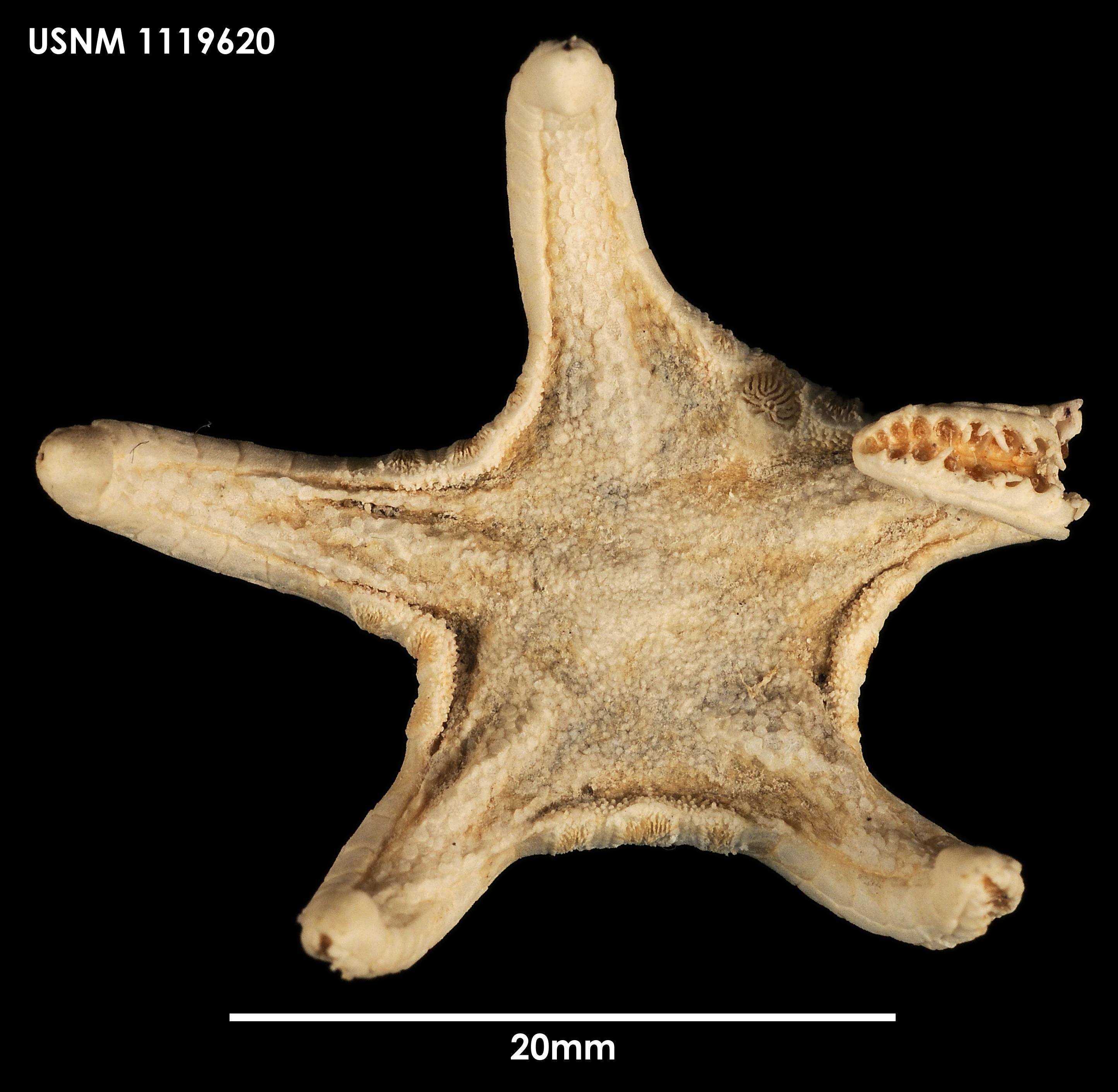
Abyssaster planus.

## Publication originale
- (en) Fritz Jensenius Madsen, « The Porcellanasteridae. A monographic revision of an abyssal group of sea-stars », Galathea Report, vol. 4,‎ 1961, p. 33-174 (ISSN 0416-704X, lire en ligne).